# Het raadsel van de maansteen
Het raadsel van de maansteen is het vierde stripalbum uit de reeks Johan en Pirrewiet. Het verhaal verscheen voor het eerst in 1955 in de nummers 891 tot en met 912 van weekblad Spirou. Het album volgde in 1956.
Pirrewiet is sinds dit album de vaste vriend van Johan, hoewel Peyo aanvankelijk niet van plan was het dwergje te houden. De reactie van vele lezers heeft hem het tegendeel doen beslissen.
Dit is ook het eerste verhaal waarin magiër Homnibus/Omnibus voorkomt, die later ook nog zal opduiken in de reeks en in De Smurfen. Hij zal later model staan voor Gargamel en Grote Smurf.
Het is het eerste verhaal waarvoor Peyo een echt scenario had geschreven.
Net als in De nederlaag van Basenau heeft dit verhaal een zekere censuur ondergaan. Peyo was in een scène van plan om de schurk Bossuyt zich te laten verkleden in een monster, maar uitgever Dupuis vond dit te afschrikwekkend.

## Verhaal
Op het koninklijk slot komt een gewonde ruiter aan. Het blijkt een zekere Olivier te zijn, die met een speciale steen, de maansteen, is ontkomen aan zijn belager: de heer van Bossuyt. Als Olivier hoort dat Bossuyt als gast in het kasteel is, vertrouwt hij Johan de steen toe. Hij en Pirrewiet moeten de steen bezorgen aan zijn meester, magiër Homnibus. Van Bossuyt probeert ze de steen echter afhandig te maken, maar slaagt daar aanvankelijk niet in. Johan en Pirrewiet komen net na Bossuyt bij Homnibus aan en vinden er de tovenaar bewusteloos op de grond. Die lijkt erg in de war en maakt zich kwaad om zijn verdwenen toverboek, dat een recept bevat om van de maansteen een toverdrank te maken. Bossuyt heeft het gestolen in de waan dat zijn handlangers de maansteen zouden hebben.
Johan en Pirrewiet achtervolgen Bossuyts handlangers, maar worden daardoor gevangengenomen. Bossuyt betovert Pirrewiet zodat hij de maansteen gaat stelen bij Homnibus. Bossuyt bereidt de toverdrank, maar net op dat moment werkt Johan zich los. Hij kan voorkomen dat Bossuyt drinkt, maar die weet toch te ontkomen. Johan en Pirrewiet zetten de achtervolging in. Sikje, geit en rijdier van Pirrewiet, is te moe en valt neer terwijl Johan zich van geen kwaad bewust is. Intussen komt graaf Driebergen (Tremelo uit De nederlaag van Basenau) aan nadat Olivier ook hem had ingelicht. Samen met Pirrewiet zet hij de achtervolging verder. Bossuyt weet terwijl enkele houthakkers ervan te overtuigen dat Johan een schurk is. Graaf Driebergen weet te voorkomen dat Johan gefolterd wordt. Bossuyt vlucht een rivier in, maar die zit vol draaikolken en Bossuyt verdrinkt. Het toverboek gaat ook ten onder.
Terug bij Homnibus is de tovenaar nog steeds in de war: hij kielhaalt Olivier en stort zich woedend op Pirrewiet. Die laatste geeft hem een klap op het hoofd. Als hij bijkomt, is Homnibus de rust zelve. De vorige klap, van Bossuyt, had hem verward en de nieuwe had hem weer bij zijn zinnen gebracht. Johan krijgt de maansteen mee nu het toverboek toch verdwenen is.